# Pólko (Łysaków pod Lasem)
Pólko – przysiółek wsi Łysaków pod Lasem w Polsce położony w województwie świętokrzyskim, w powiecie jędrzejowskim, w gminie Jędrzejów.

W latach 1975–1998 przysiółek należał administracyjnie do województwa kieleckiego.